# NNW-Platz
Der NNW-Platz (Norden-Nordwest-Platz; bis 1924: Schebera-Platz genannt) ist ein traditionsreicher Fußballplatz an der Behmstraße im Berliner Ortsteil Gesundbrunnen. Er spielte eine bedeutende Rolle in der Geschichte von Hertha BSC und ist Deutschlands ältester noch existierender Vereinssportplatz. Heute sind auf dem Sportplatz der SV Rot-Weiß Viktoria Mitte 08 und der SV Norden-Nordwest beheimatet.

## Geschichte

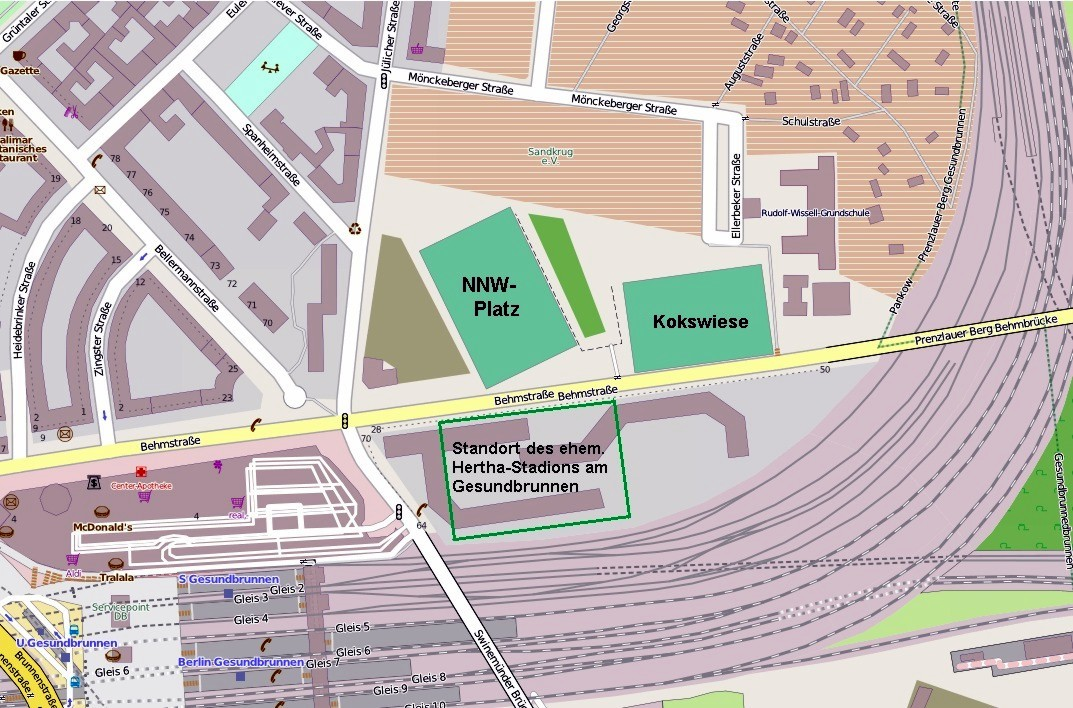
Lage der Fußballplätze an der Behmstraße

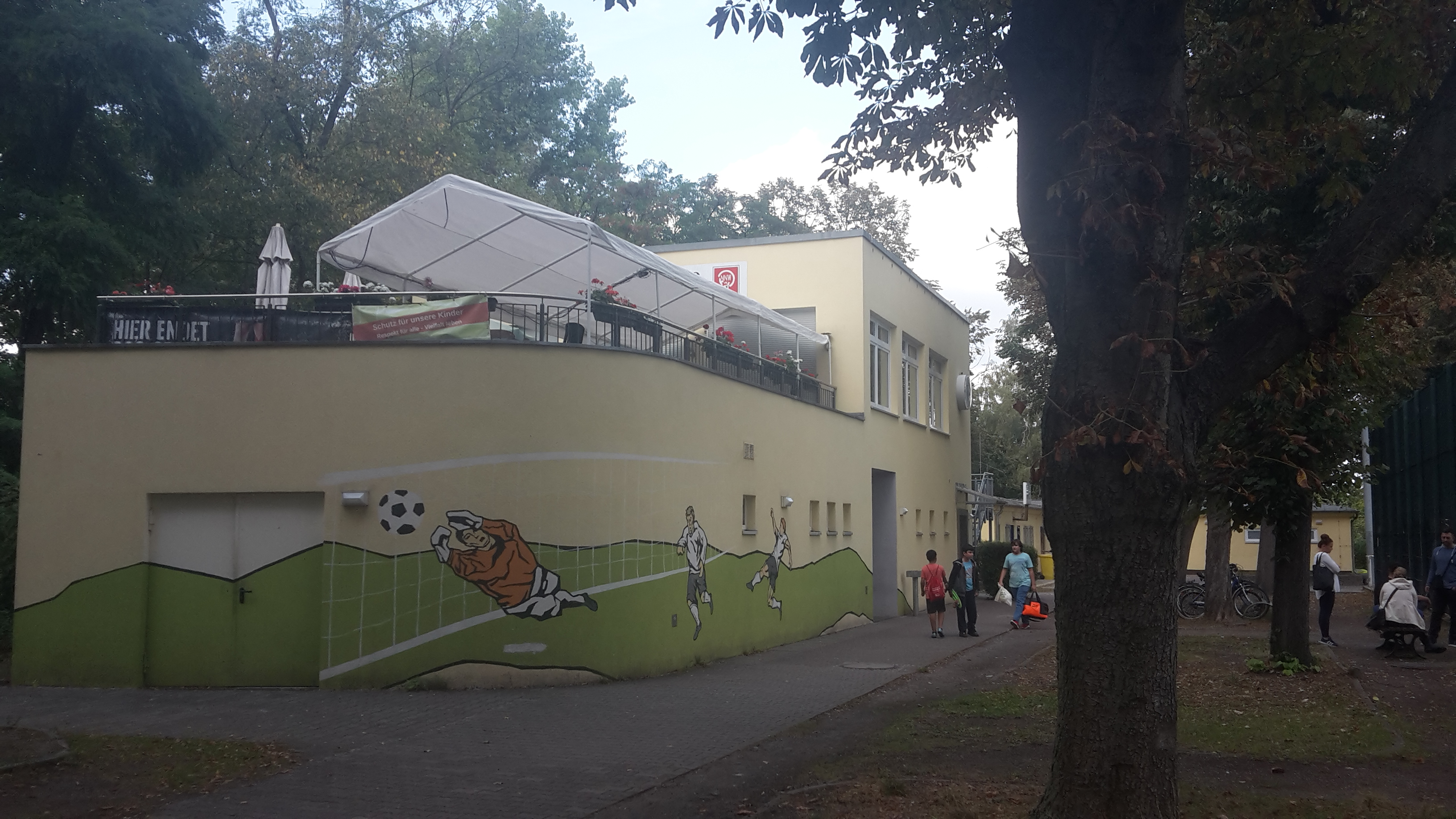
Das Kasino (Vereinsheim) am NNW-Platz

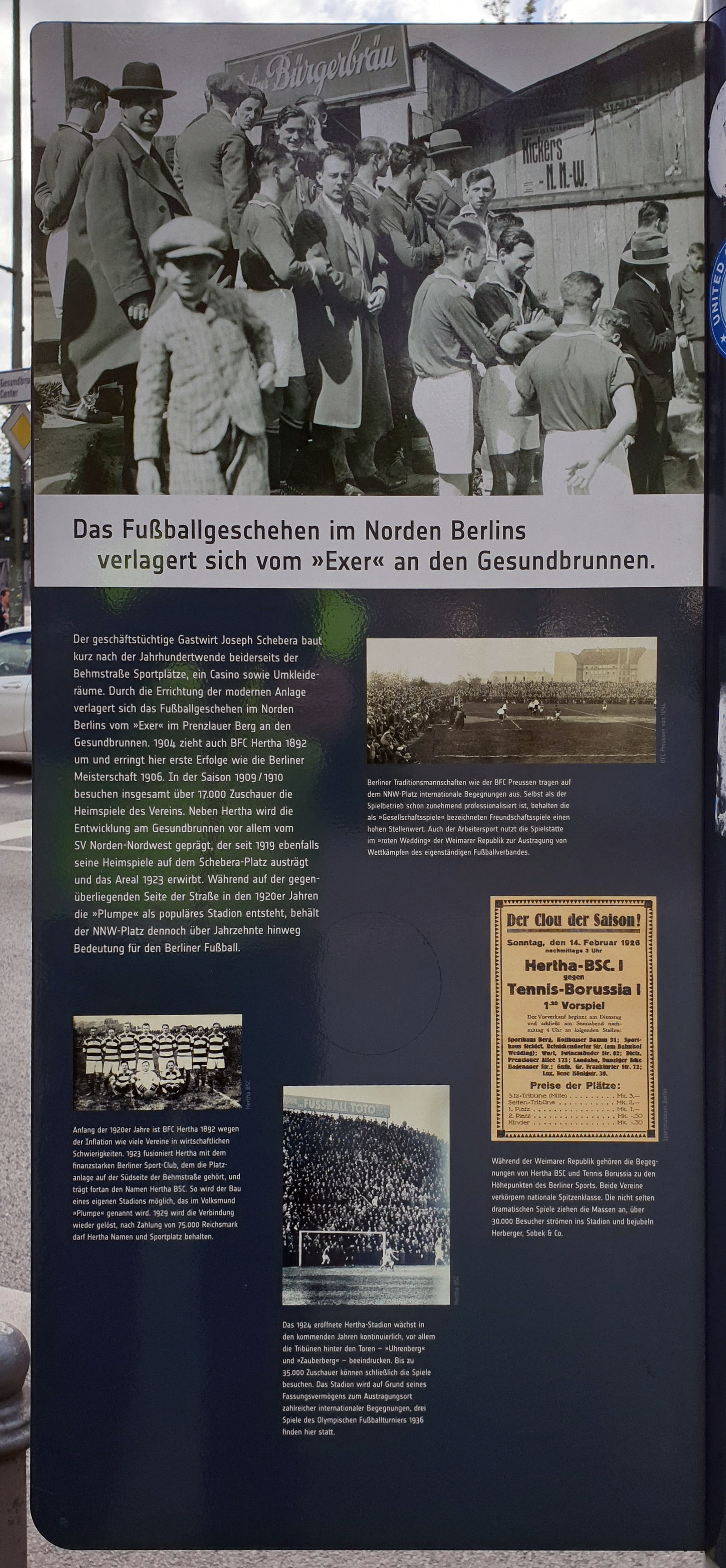
Gedenktafel an der Bellermann-/Behmstraße, in Berlin-Gesundbrunnen

Die meisten Fußballvereine des Berliner Nordens spielten seit ihrer Gründung am Ende des 19. Jahrhunderts auf dem „Exer“ (Exerzierplatz der preußischen Armee) an der Bernauer Straße in der damaligen Rosenthaler Vorstadt. Die dortigen Spielfelder erwiesen sich mit der zunehmenden Bedeutung des Fußballsports als nicht mehr ausreichend. Mit dem Ziel, Sportvereine als Pächter zu gewinnen und Besucher sowie Sportler nach dem Abpfiff in seiner Gaststätte zu bewirten, pachtete der Gastwirt Joseph Schebera (1848–1941) von den Wollank’schen Erben mehrere unbebaute Grundstücke beiderseits der Behmstraße in Gesundbrunnen. Auf der Nordseite der Behmstraße legte Schebera zwei Fußballplätze an; einen Hauptplatz an der Ecke Jülicher Straße und östlich davon einen Nebenplatz, der heute „Kokswiese“ genannt wird. Auf dem Gelände südlich der Behmstraße legte Schebera eine Eisbahn an.
Schebera errichtete außerdem ein Sportheim mit Umkleide- und Sitzungsräumen. Der erste Klub, dem Schebera seinen Sportplatz verpachten konnte, war der BFuCC Rapide 1893, der im Eröffnungsspiel am 7. September 1902 die Zweite Mannschaft von Britannia 92 mit 7:1 schlagen konnte. 1904 wechselte Rapide 1893 auf seinen neuen eigenen Platz in Niederschönhausen. Als Ersatz schloss Schebera einen Vertrag mit dem BFC Hertha 1892 (heute: Hertha BSC). Neben Hertha trugen zu jener Zeit auch andere Klubs aus dem Norden Berlins ihre Heimspiele zeitweise auf dem Schebera-Platz aus, darunter der SC Minerva 1893, der BFC Favorit 1896 sowie Tennis Borussia. Der Schebera-Platz löste dadurch den „Exer“ als das Fußball-Zentrum des Berliner Nordens ab. Neben Fußballspielen wurden zu jener Zeit auch Leichtathletik-Wettkämpfe auf dem Platz ausgetragen.
Im Jahr 1907 zog Hertha nach Streitigkeiten mit Schebera zwischenzeitlich nach Reinickendorf um, wo ein Gastwirt namens Kuhrmann eine ähnliche Sportstätte erbaut hatte. Da sich dieser Standort als ungünstig erwies, kehrte Hertha 1909 wieder auf den Schebera-Platz zurück. Begünstigt durch die dichte Besiedlung der umliegenden Stadtteile stiegen die Zuschauerzahlen von Hertha in den folgenden Jahren stetig an. 1912 ließ Schebera die Stehtraversen rund um den Platz ausbauen und an der Westseite eine 80 m lange Holztribüne mit sieben Sitzreihen errichten. Der Platzrekord vor dem Ersten Weltkrieg waren 8000 Zuschauer bei einem Halbfinal-Spiel um den Kronprinzenpokal zwischen den Auswahlmannschaften Brandenburgs und Norddeutschlands im November 1912. Der SV Norden-Nordwest, der seit 1919 ebenfalls seine Heimspiele auf dem Schebera-Platz austrug, erwarb 1923 den Sportplatz. Die dadurch heimatlose Hertha fusionierte mit dem wohlhabenden Berliner SC 1895 und war dadurch in der Lage, das Gelände der ehemaligen Schebera-Eisbahn auf der anderen Seite der Behmstraße zu erwerben und dort das Stadion am Gesundbrunnen zu erbauen. Seitdem Hertha 1924 in das neue eigene Stadion umzog, wird der alte Schebera-Platz ‚NNW-Platz‘ genannt. An der Ecke Behm- und Jülicher Straße erbaute der SV Norden-Nordwest ein eigenes Kasino, das sich zu einem wichtigen Treffpunkt im Berliner Fußball entwickelte.
Der NNW-Platz, den Norden-Nordwest finanziell nicht mehr halten konnte, fiel 1935 in den Besitz der Wollank’schen Familienstiftung zurück; der Klub nutzte den Platz und das Kasino aber weiterhin zur Miete. Nach dem Ende des Zweiten Weltkriegs wurde das Holz der alten Tribüne verheizt. Erstligafußball wurde auf dem NNW-Platz zuletzt in der Saison 1959/1960 gespielt, als der SV Norden-Nordwest der Vertragsliga Berlin angehörte. Beim Aufeinandertreffen von Norden-Nordwest und Hertha BSC am 20. September 1960, das Hertha mit 5:0 gewann, wurde mit 7500 die höchste Besucherzahl nach dem Zweiten Weltkrieg erreicht. Bei einer Renovierung in den 1970er Jahren wurde das Spielfeld innerhalb der umgebenden Wälle durch Aufschüttungen höher gelegt und mit einem der ersten Kunstrasen in Berlin ausgestattet. Der obere Teil des östlichen Längswalls ist heute bewaldet. An beiden Seiten gibt es Stehtraversen sowie Sitzplätze auf Holzplanken. Insgesamt hat der NNW-Platz heute noch ein Fassungsvermögen von 2500 Zuschauern.
Zwischen dem NNW-Platz und der „Kokswiese“ befindet sich heute das neue Kasino des SV Norden-Nordwest. Das alte NNW-Casino an der Ecke Jülicher Straße wurde 1970 von Hertha BSC übernommen und unter dem Namen Hertha-Domizil als Vereinslokal und Geschäftsstelle genutzt. Nachdem Hertha in den 1980er Jahren dort wieder auszog, war das Haus lange Zeit dem Verfall preisgegeben. 2011 kaufte das Haus schließlich ein Investor, der es renovierte und Ende 2014 als Hostel eröffnete.
Seit 2008 spielt und trainiert auch der 1. FC Afrisko auf der „Kokswiese“. Er gilt als erster afrikanischer Sportverein Deutschlands.
Seit 2020 ist der NNW-Platz auch Trainingsstätte des Juristischen Fußballklubs der Humboldt-Universität zu Berlin (JFK HU Berlin e. V.).

## Bedeutende Fußballspiele

### Deutsche Meisterschaft
Am 21. April 1907 besiegte der BFC Viktoria 1889 im Viertelfinale der Deutschen Meisterschaft auf dem Schebera-Platz den SC Schlesien Breslau mit 2:1. Der BFC Vorwärts 1890 schlug am 29. Mai 1921 im Halbfinale der Deutschen Meisterschaft den Duisburger SpV mit 2:1 nach Verlängerung.

### Kronprinzenpokal
Am 8. April 1917 fand das Endspiel um den Kronprinzenpokal auf dem Schebera-Platz statt. Die Auswahl Norddeutschland schlug Süddeutschland mit 2:1. Der Kronprinzenpokal war ein Pokalwettbewerb, in dem die Auswahlmannschaften der Regionalverbände des Deutschen Fußball-Bundes gegeneinander antraten, und der erste deutschlandweite Pokalwettbewerb überhaupt.

### Internationale Freundschaftsspiele
Am 4. Mai 1910 gelang Hertha auf dem Schebera-Platz gegen Southend United mit 3:1 der erste Sieg einer Mannschaft des Kontinents gegen eine englische Halbprofimannschaft. In weiteren Spielen gegen prominente Klubs auf dem Schebera-Platz unterlag Hertha am 14. Mai 1911 Tottenham Hotspur mit 1:4, am 31. Dezember 1911 Ferencváros Budapest mit 2:4, im Frühsommer 1912 dem FC Arsenal mit 0:5, am 17. Mai 1913 dem englischen Meister FC Sunderland mit 0:7, am 24. Mai 1913 den Blackburn Rovers mit 1:4 und am 27. Mai 1914 Celtic Glasgow mit 0:6.

### Arbeitersport
Im Jahr 1931 fand auf dem nunmehr NNW-Platz genannten alten Schebera-Platz das Endspiel um die Fußballmeisterschaft der KPD-nahen Kampfgemeinschaft für Rote Sporteinheit statt, die sich 1930 vom Arbeiter-Turn- und Sportbund abgespalten hatte. Der Dresdner SV gewann vor 15.000 Zuschauern gegen Sparta Lichtenberg mit 3:2.

## Leichtathletik-Veranstaltungen
Am 10. Mai 1908 wurde auf dem Schebera-Platz der erste deutsche Leichtathletik-Städtkampf zwischen Berlin, Hamburg und Leipzig ausgetragen. Im August des gleichen Jahres fanden die Deutschen Leichtathletik-Meisterschaften auf dem Schebera-Platz statt. Unter anderem siegten Arthur Hoffmann über 100 Meter und Paul Nettelbeck über 1500 Meter. Am 12. September 1909 veranstaltete der Berliner SC ein internationales Leichtathletik-Meeting. Vor 4000 Zuschauern gewann der südafrikanische Olympiasieger Reggie Walker den 100-Meter-Lauf in 10,8 Sekunden.